# 布拉迪恩 (北卡羅萊納州)
布拉迪恩（英語：Buladean）是位於美國北卡羅萊納州米切爾縣的非建制地區。

## 歷史
布拉迪恩的郵局於1918年設立，其後於1958年停運。

## 地理
布拉迪恩所處的海拔為高於海平面846米（即2776英呎），而該地所採用的時區為UTC-5，即北美东部时区（EST）。同時該地設有夏令時間，為UTC-5調快一小時，即UTC-4（EDT）。